# Sagartiidae
Sagartiidae is een familie uit de orde van de zeeanemonen (Actiniaria). De familie is voor het eerst wetenschappelijk beschreven door Gosse in 1858. De familie omvat veertien geslachten en 70 soorten.

## Geslachten
- Actinothoe Fischer, 1889
- Anthothoe Carlgren, 1938
- Artemidactis Stephenson, 1918
- Botryon Carlgren & Hedgepeth, 1952
- Cancrisocia
- Carcinactis
- Cereus Ilmoni, 1830
- Cylista Wright, 1859
- Englandactis Fautin, 2016
- Gregoria
- Habrosanthus Cutress, 1961
- Marmara Ocaña & Çinar, 2018
- Octophellia
- Sagartianthus
- Sagartiogeton Carlgren, 1924
- Verrillactis England, 1971

Niet geaccepteerde geslachten:
- Sagartia Gosse, 1855 → Cylista Wright, 1859
- Sicyopus Gravier, 1918 → Englandactis Fautin, 2016